# غلينوود سيتي
غلينوود سيتي (ويسكونسن) (بالإنجليزية: Glenwood City, Wisconsin)‏ هي قرية و مدينة من الدرجة الرابعة تقع في الولايات المتحدة في مقاطعة سانت كروا. يقدر عدد سكانها بـ 1,242 نسمة ومساحتها 6.45 كم2 وترتفع عن سطح البحر 314 متر.

## التركيبة السكانية
قام مكتب تعداد الولايات المتحدة بتحديد بيانات التركيبة السكانية لغلينوود سيتيفي تعداد الولايات المتحدة. في ما يلي، التركيبة السكانية حسب تعدادي 2000 و2010.

### تعداد عام 2000
بلغ عدد سكان غلينوود سيتي 1,183 نسمة بحسب تعداد عام 2000، وبلغ عدد الأسر 460 أسرة وعدد العائلات 305 عائلة مقيمة في المدينة. في حين سجلت الكثافة السكانية 477.2 نسمة لكل ميل مربع (184.2/كم2). وبلغ عدد الوحدات السكنية 491 وحدة بمتوسط كثافة قدره 198.1 نسمة لكل ميل مربع (76.5/كم2).
وتوزع التركيب العرقي للمدينة بنسبة 99.07% من البيض و 0.17% من الأمريكيين الأصليين و 0.34% من الأمريكيين ذوي الأصول الآسيوية و 0.08% من الأمريكيين الأفارقة و 0.34% من عرقين مختلطين أو أكثر.
بلغ عدد الأسر 460 أسرة كانت نسبة 36.3% منها لديها أطفال تحت سن الثامنة عشر تعيش معهم، وبلغت نسبة الأزواج القاطنين مع بعضهم البعض 48.9% من أصل المجموع الكلي للأسر، ونسبة 12.0% من الأسر كان لديها معيلات من الإناث دون وجود شريك، وكانت نسبة 33.5% من غير العائلات. تألفت نسبة 29.3% من أصل جميع الأسر من أفراد ونسبة 17.6% كانوا يعيش معهم شخص وحيد يبلغ من العمر 65 عاماً فما فوق. وبلغ متوسط حجم الأسرة المعيشية 3.08، أما متوسط حجم العائلات فبلغ 2.48.
بلغ العمر الوسطي للسكان 36 عاماً. وكانت نسبة 28.6% من القاطنين تحت سن الثامنة عشر، وكانت نسبة 8.5% بين الثامنة عشر والأربعة وعشرون عاماً، ونسبة 26.6% كانت واقعةً في الفئة العمرية ما بين الخامسة والعشرون حتى والأربعة وأربعون عاماً، ونسبة 17.8% كانت ما بين الخامسة والأربعون حتى الرابعة والستون، ونسبة 18.5% كانت ضمن فئة الخامسة والستون عاماً فما فوق. يوجد لكل 100 أنثى 89.3 ذكر، ويوجد لكل 100 أنثى في الثامنة عشر من عمرها فما فوق 82.9 ذكر.
بلغ متوسط دخل الأسرة في المدينة 36,964 دولار، أما متوسط دخل العائلة فبلغ 45,417 دولار. وكان متوسط دخل الذكور 32,875 دولار مقابل 25,833 دولار للإناث. وسجل دخل الفرد الخاص بالمدينة 17,424 دولار. وكانت نسبة 6.1% من العائلات ونسبة 9.1% من السكان تحت خط الفقر،

### تعداد عام 2010
بلغ عدد سكان غلينوود سيتي 1,242 نسمة بحسب تعداد عام 2010، وبلغ عدد الأسر 509 أسرة وعدد العائلات 328 عائلة مقيمة في المدينة. في حين سجلت الكثافة السكانية 498.8 نسمة لكل ميل مربع (192.6/كم2). وبلغ عدد الوحدات السكنية 561 وحدة بمتوسط كثافة قدره 225.3 لكل ميل مربع (87.0/كم2).
وتوزع التركيب العرقي للمدينة بنسبة 97.7% من البيض و 0.1% من الأمريكيين الأصليين و 0.5% من الأمريكيين ذوي الأصول الآسيوية و 0.1% من الأمريكيين الأفارقة و 1.1% من عرقين مختلطين أو أكثر.
بلغ عدد الأسر 509 أسرة كانت نسبة 33.6% منها لديها أطفال تحت سن الثامنة عشر تعيش معهم، وبلغت نسبة الأزواج القاطنين مع بعضهم البعض 42.2% من أصل المجموع الكلي للأسر، ونسبة 15.7% من الأسر كان لديها معيلات من الإناث دون وجود شريك، بينما كانت نسبة 6.5% من الأسر لديها معيلون من الذكور دون وجود شريكة وكانت نسبة 35.6% من غير العائلات. تألفت نسبة 32.6% من أصل جميع الأسر من أفراد ونسبة 17.3% كانوا يعيش معهم شخص وحيد يبلغ من العمر 65 عاماً فما فوق. وبلغ متوسط حجم الأسرة المعيشية 2.91، أما متوسط حجم العائلات فبلغ 2.37.
بلغ العمر الوسطي للسكان 37.7 عاماً. وكانت نسبة 26.7% من القاطنين تحت سن الثامنة عشر، وكانت نسبة 7.1% بين الثامنة عشر والأربعة وعشرون عاماً، ونسبة 25.2% كانت واقعةً في الفئة العمرية ما بين الخامسة والعشرون حتى والأربعة وأربعون عاماً، ونسبة 23.5% كانت ما بين الخامسة والأربعون حتى الرابعة والستون، ونسبة 17.5% كانت ضمن فئة الخامسة والستون عاماً فما فوق. وتوزع التركيب الجنسي للسكان بنسبة 48.1% ذكور و51.9% إناث.